# Paractenopsyllus randrianasoloi
Paractenopsyllus randrianasoloi är en loppart som beskrevs av Klein 1968. Paractenopsyllus randrianasoloi ingår i släktet Paractenopsyllus och familjen smågnagarloppor. Inga underarter finns listade i Catalogue of Life.